# Short track na Zimowych Igrzyskach Olimpijskich 2010
Short track na Zimowych Igrzyskach Olimpijskich 2010 odbył się w dniach 13 – 26 lutego 2010 roku. Zawodnicy i zawodniczki walczyli w czterech męskich i w czterech kobiecych konkurencjach: biegach na 500m, 1000m, 1500m, oraz sztafecie kobiet (na 3000m) i sztafecie mężczyzn (na 5000m). Łącznie rozdano osiem kompletów medali. Zawody odbyły w Vancouver, na obiekcie Pacific Coliseum.

## Terminarz
| Data           | Godzina                 | Miejscowość                | Konkurencja                | Złoto                    | Srebro             | Brąz                    |
| -------------- | ----------------------- | -------------------------- | -------------------------- | ------------------------ | ------------------ | ----------------------- |
| 15 lutego 2010 | 17:00 UTC-9 / 02:00 CET | Whistler, Pacific Coliseum | Bieg na 1500m mężczyzn     | Lee Jung-su              | Apolo Anton Ohno   | J.R. Celski             |
| 17 lutego 2010 | 17:00 UTC-9 / 02:00 CET | Whistler, Pacific Coliseum | Bieg na 500m kobiet        | Wang Meng                | Marianne St-Gelais | Arianna Fontana         |
| 20 lutego 2010 | 17:45 UTC-9 / 02:45 CET | Whistler, Pacific Coliseum | Bieg na 1500m kobiet       | Zhou Yang                | Lee Eun-byul       | Park Seung-hi           |
| 20 lutego 2010 | 17:45 UTC-9 / 02:45 CET | Whistler, Pacific Coliseum | Bieg na 1000m mężczyzn     | Lee Jung-su              | Lee Ho-suk         | Apolo Anton Ohno        |
| 24 lutego 2010 | 17:00 UTC-9 / 02:00 CET | Whistler, Pacific Coliseum | Sztafeta na 3000m kobiet   | Chińska Republika Ludowa | Kanada             | Stany Zjednoczone       |
| 26 lutego 2010 | 18:00 UTC-9 / 04:00 CET | Whistler, Pacific Coliseum | Bieg na 1000m kobiet       | Wang Meng                | Katherine Reutter  | Park Seung-hi           |
| 26 lutego 2010 | 18:00 UTC-9 / 04:00 CET | Whistler, Pacific Coliseum | Bieg na 500m mężczyzn      | Charles Hamelin          | Sung Si-bak        | François-Louis Tremblay |
| 26 lutego 2010 | 18:00 UTC-9 / 04:00 CET | Whistler, Pacific Coliseum | Sztafeta na 5000m mężczyzn | Kanada                   | Korea Południowa   | Stany Zjednoczone       |

## Wyniki

### Kobiety

#### Bieg na 500m[7]
| Pozycja | Zawodniczka        | Narodowość | Czas   |
| ------- | ------------------ | ---------- | ------ |
|         | Wang Meng          | CHN        | 43.048 |
|         | Marianne St-Gelais | CAN        | 43.707 |
|         | Arianna Fontana    | ITA        | 43.804 |
| 4.      | Jessica Gregg      | CAN        | 44.204 |
| 5.      | Zhou Yang          | CHN        | 44.725 |
| 6.      | Kalyna Roberge     | CAN        | 44.824 |
| 7.      | Katherine Reutter  | USA        | 44.846 |
| 8.      | Lee Eun-byul       | KOR        | 44.860 |

#### Bieg na 1000m[8]
| Pozycja | Zawodniczka        | Narodowość | Czas     |
| ------- | ------------------ | ---------- | -------- |
|         | Wang Meng          | CHN        | 1:29.213 |
|         | Katherine Reutter  | USA        | 1:29.324 |
|         | Park Seung-hi      | KOR        | 1:29.165 |
| 4.      | Cho Ha-ri          | KOR        | 1:30.543 |
| 5.      | Kalyna Roberge     | CAN        | 1:30.736 |
| 6.      | Jessica Gregg      | CAN        | 1:30.207 |
| 7.      | Tatiana Borodulina | AUS        | 1:29.663 |
| 8.      | Zhou Yang          | CHN        | 1:29.049 |
| 9.      | Bernadett Heidum   | HUN        | 1:30.313 |
| 10.     | Sun Linlin         | CHN        | 1:30.589 |

#### Bieg na 1500m[9]
| Pozycja | Zawodniczka       | Narodowość | Czas     | Uwagi |
| ------- | ----------------- | ---------- | -------- | ----- |
|         | Zhou Yang         | CHN        | 2:16.993 | OR    |
|         | Lee Eun-byul      | KOR        | 2:17.849 |       |
|         | Park Seung-hi     | KOR        | 2:17.927 |       |
| 4.      | Katherine Reutter | USA        | 2:18.396 |       |
| 5.      | Cho Ha-ri         | KOR        | 2:18.831 |       |
| 6.      | Erika Huszar      | HUN        | 2:19.251 |       |
| 7.      | Ewgenija Radanowa | BUL        | 2:19.411 |       |
| 8.      | Tania Vicent      | CAN        | 2:23.035 |       |

#### Sztafeta na 3000m[10]
| Pozycja | Zawodniczki                                                      | Narodowość | Czas     | Uwagi |
| ------- | ---------------------------------------------------------------- | ---------- | -------- | ----- |
|         | Sun Linlin, Wang Meng, Zhang Hui, Zhou Yang                      | CHN        | 4:06.610 | RŚ    |
|         | Jessica Gregg, Kalyna Roberge, Marianne St-Gelais, Tania Vicent  | CAN        | 4:09.137 |       |
|         | Kimberly Derrick, Alyson Dudek, Lana Gehring, Katherine Reutter  | USA        | 4:14.081 |       |
| 4.      | Liesbeth Mau Asam, Jorien ter Mors, Annita van Doorn, Maaike Vos | NLD        | 4:16.120 |       |
| 5.      | Rozsa Darazs, Bernadett Heidum, Erika Huszar, Andrea Keszler     | HUN        | 4:17.937 |       |
| 6.      | Arianna Fontana, Cecilia Maffei, Martina Valcepina, Katia Zini   | ITA        | 4:18.559 |       |
| 7.      | Ayuko Ito, Mika Ozawa, Yui Sakai, Biba Sakurai                   | JPN        | 4:28.745 |       |
|         | Cho Ha-ri, Kim Min-jung, Lee Eun-byul, Park Seung-hi             | KOR        | DSQ      |       |

### Mężczyźni

#### Bieg na 500m[11]
| Pozycja | Zawodnik                | Narodowość | Czas   |
| ------- | ----------------------- | ---------- | ------ |
|         | Charles Hamelin         | CAN        | 40.770 |
|         | Sung Si-bak             | KOR        | 40.821 |
|         | François-Louis Tremblay | CAN        | 41.326 |
| 4.      | Kwak Yoon-gy            | KOR        | 41.620 |
| 5.      | Tyson Heung             | GER        | 41.455 |
| 6.      | Jon Eley                | GBR        | 41.504 |
| 7.      | Lee Ho-suk              | KOR        | 41.269 |
| 8.      | Apolo Anton Ohno        | USA        | 41.460 |
| 9.      | Olivier Jean            | CAN        | 41.275 |
| 10.     | Han Jialiang            | CHN        | 41.443 |

#### Bieg na 1000m[12]
| Pozycja | Zawodnik         | Narodowość | Czas     | Uwagi |
| ------- | ---------------- | ---------- | -------- | ----- |
|         | Lee Jung-su      | KOR        | 1:23.747 | OR    |
|         | Lee Ho-suk       | KOR        | 1:23.801 |       |
|         | Apolo Anton Ohno | USA        | 1:24.128 |       |
| 4.      | Charles Hamelin  | CAN        | 1:24.329 |       |
| 5.      | François Hamelin | CAN        | 1:25.206 |       |
| 6.      | Han Jialiang     | CHN        | 1:32.023 |       |
|         | Sung Si-bak      | KOR        | DSQ      |       |

#### Bieg na 1500m[13]
| Pozycja | Zawodnik         | Narodowość | Czas     |
| ------- | ---------------- | ---------- | -------- |
|         | Lee Jung-su      | KOR        | 2:17.611 |
|         | Apolo Anton Ohno | USA        | 2:17.976 |
|         | J.R. Celski      | USA        | 2:18.053 |
| 4.      | Olivier Jean     | CAN        | 2:18.806 |
| 5.      | Sung Si-bak      | KOR        | 2:45.010 |
| 6.      | Liang Wenhao     | CHN        | 2:48.192 |
|         | Lee Ho-suk       | KOR        | DSQ      |

#### Sztafeta na 5000m[14]
| Pozycja | Zawodnicy                                                                                    | Narodowość | Czas     |
| ------- | -------------------------------------------------------------------------------------------- | ---------- | -------- |
|         | Charles Hamelin, François Hamelin, Olivier Jean, François-Louis Tremblay, Guillaume Bastille | CAN        | 6:43.610 |
|         | Kwak Yoon-gy, Lee Ho-suk, Lee Jung-su, Sung Si-bak, Kim Seoung-il                            | KOR        | 6:43.845 |
|         | J.R. Celski, Travis Jayner, Jordan Malone, Apolo Anton Ohno, Simon Cho                       | USA        | 6:44.498 |
| 4.      | Han Jialiang, Liu Xianwei, Ma Yunfeng, Song Weilong                                          | CHN        | 6:43.601 |
| 5.      | Maxime Chataignier, Thibaut Fauconnet, Benjamin Mace, Jean Charles Mattei                    | FRA        | 6:51.071 |
| 6.      | Anthony Douglas, Jon Eley, Jack Whelbourne, Paul Worth, Tom Iveson                           | GBR        | 6:50.045 |
| 7.      | Paul Herrmann, Tyson Heung, Sebastian Praus, Robert Seifert                                  | GER        | 6:47.289 |
| 8.      | Nicolas Bean, Yuri Confortola, Claudio Rinaldi, Nicola Rodigari                              | ITA        | DSQ      |

## Klasyfikacja medalowa
| Miejsce | Państwo           | złoto | srebro | brąz | Razem |
| ------- | ----------------- | ----- | ------ | ---- | ----- |
| 1.      | Chiny             | 4     | 0      | 0    | 4     |
| 2.      | Korea Południowa  | 2     | 4      | 2    | 8     |
| 3.      | Kanada            | 2     | 2      | 1    | 5     |
| 4.      | Stany Zjednoczone | 0     | 2      | 4    | 6     |
| 5.      | Włochy            | 0     | 0      | 1    | 1     |